# Mista
Miguel Ángel Ferrer Martínez (Caravaca de la Cruz, Murcia, 12 de noviembre de 1978), conocido deportivamente como Mista, es un exfutbolista y entrenador de fútbol español. Actualmente ocupa el cargo de entrenador del Atlético Ottawa de la Canadian Premier League. Como jugador se desempeñaba como delantero, desarrolló una larga trayectoria en varios clubes españoles, además de ser internacional con la selección de su país, finalizando su carrera en la Major League Soccer (MLS), en las filas del equipo canadiense del Toronto FC.

## Trayectoria como jugador
Formado en las categorías inferiores del Real Madrid, Mista debutó en el Castilla en la temporada 1996/97 en Segunda División. Descendido el filial blanco a Segunda B y sin oportunidades en la primera plantilla, en 1998 decide rescindir unilateralmente su contrato con el Real Madrid y fichar por el Club Deportivo Tenerife, demandando al conjunto madrileño para que los tribunales fijaran una indemnización inferior a la contemplada en la cláusula de rescisión. Finalmente abonó por su libertad 4 millones de pesetas (24 000 euros) en lugar de los 750 millones (4,5 millones de euros) que establecía su contrato, creando un precedente que fue conocido como el "Caso Mista". Jugó tres temporadas en el conjunto tinerfeño, con el que conseguiría un ascenso a Primera División.
En la temporada 2001/02 se incorpora a la disciplina del Valencia CF, club en el que permanecería durante cinco temporadas, en las que ganó dos Ligas, una Copa de la UEFA y una Supercopa de Europa.
En 2006 abandona el Valencia y ficha por el Atlético de Madrid, en el que permanece dos temporadas, idéntico periplo (dos temporadas) que realizaría en su último club en España, el Deportivo de La Coruña, en el que jugó entre 2008 y 2010.
Su último club, antes de "colgar las botas" sería el Toronto FC, conjunto canadiense que milita en la Major League Soccer norteamericana.
El 14 de agosto de 2011 anuncia su retirada del fútbol.

## Trayectoria como entrenador
Al colgar las botas comenzó su carrera como entrenador, trabajaría para diversos programas de la emisora deportiva Radio Marca a nivel nacional. 
Tras una breve experiencia en el Huracán Valencia CF, accedió a la cantera del Valencia CF a finales de 2015. Se hizo cargo del Juvenil ‘B’ y al verano siguiente fue promocionado al División de Honor tras conquistar el título de Liga Nacional Juvenil Grupo VIII 2015-2016.
Más tarde, dirigiría al Juvenil A del Valencia CF, sustituyendo en el cargo a Luboslav Penev en la campaña 2017/18 y al que entrenaría durante 3 temporadas. En sus tres años al frente del Juvenil ‘A’ blanquinegro logró dos subcampeonatos y un tercer puesto en el competitivo Grupo VII de División de Honor. 
En verano de 2019, anuncia su salida del Valencia CF y comienza la temporada 2019-20 dirigiendo al Juvenil A del Rayo Vallecano, al que dirigiría hasta febrero de 2020, cuándo se marcha a la liga canadiense, de la mano del proyecto rojiblanco del Atlético de Madrid.
En febrero de 2020, se convierte en entrenador del Atlético Ottawa de la Canadian Premier League. En diciembre de 2021, abandonó el cargo de mutuo acuerdo con el club. 

### Selección nacional
Mista fue internacional en dos ocasiones con la Selección española. Con Luis Aragonés en el banquillo, debutó en un amistoso ante China. Sus dos partidos con España fueron los siguientes:

| Fecha                 | Evento                     | Lugar                          | Local      | Resultado | Visitante |
| --------------------- | -------------------------- | ------------------------------ | ---------- | --------- | --------- |
| 26 de marzo de 2005   | Amistoso                   | Estadio Helmántico (Salamanca) | España     | 3-0       | China     |
| 13 de octubre de 2005 | Clasificación Mundial 2006 | Estadio Olímpico (San Marino)  | San Marino | 0-6       | España    |

Además, y con carácter no oficial, ha disputado un total de cuatro encuentros con la selección de fútbol de la Región de Murcia ante Lituania (2005), Ecuador (2006), Guinea Ecuatorial (2007) y ante el Real Madrid (2011).

## Clubes como jugador
| Club                    | País   | Años      | Partidos | Goles |
| ----------------------- | ------ | --------- | -------- | ----- |
| Real Madrid Castilla    | España | 1996-1999 | 77       | 33    |
| Club Deportivo Tenerife | España | 1999-2001 | 88       | 23    |
| Valencia CF             | España | 2001-2006 | 191      | 50    |
| Atlético de Madrid      | España | 2006-2008 | 48       | 7     |
| Deportivo de La Coruña  | España | 2008-2010 | 36       | 1     |
| Toronto FC              | Canadá | 2010-2011 | 13       | 1     |

## Clubes como entrenador
| Club                     | País   | Temporadas  |
| ------------------------ | ------ | ----------- |
| Valencia (Juvenil)       | España | 2016 - 2019 |
| Rayo Vallecano (Juvenil) | España | 2019 - 2020 |
| Atlético Ottawa          | Canadá | 2020 - 2021 |

## Palmarés

### Campeonatos nacionales
| Título         | Club        | País   | Año     |
| -------------- | ----------- | ------ | ------- |
| Liga           | Valencia CF | España | 2001/02 |
| Liga           | Valencia CF | España | 2003/04 |
| Liga de Canadá | Toronto FC  | Canadá | 2010    |

### Copas internacionales
| Título              | Equipo      | País   | Año  |
| ------------------- | ----------- | ------ | ---- |
| Copa de la UEFA     | Valencia CF | España | 2004 |
| Supercopa de Europa | Valencia CF | España | 2004 |

## Distinciones individuales
| Distinción                                      | Año  |
| ----------------------------------------------- | ---- |
| Mejor jugador de la final de la Copa de la UEFA | 2004 |